# اوتروتشینیوس
اوتروتشینیوس (به چکی: Otročiněves) یک منطقهٔ مسکونی در جمهوری چک است که در ناحیه بروون واقع شده‌است.